# Showcase
Showcase Television (frequentemente chamada apenas de Showcase) é um canal especial de televisão a cabo tendo como proprietário a Alliance Atlantis Communications. 
Showcase é um canal predominantemente de ficção, exibindo principalmente séries e filmes. Desde o seu lançamento é considerado uma versão canadense de canais a cabo norte-americanos como o FX e o incrivelmente premiado Showtime (que não possui nenhuma relação a não ser o nome).